# واسلاف کوزاک
واسلاف کوزاک (انگلیسی: Václav Kozák؛ ۱۴ آوریل ۱۹۳۷ – ۱۵ مارس ۲۰۰۴) قایقران روئینگ اهل چکسلواکی بود.
وی در مسابقات کشوری و بین‌المللی در مجموع برندهٔ ۲ مدال طلا، ۱ مدال نقره، ۲ مدال برنز شده‌است.